# Lindernia antipoda
Lindernia antipoda é uma espécie botânica do gênero Lindernia pertencente à família Linderniaceae.